# Franklin Chang-Díaz
Franklin Ramón Chang Díaz (ur. 5 kwietnia 1950 w San José w Kostaryce) – amerykańsko-kostarykański fizyk i astronauta. Brał udział w siedmiu misjach wahadłowców kosmicznych NASA.

## Życiorys
Chang-Diaz urodził się w Kostaryce (ojciec Ramón A. Chang-Morales, matka María Eugenia Dìaz De Chang). Ok. 1967-1969 przeprowadził się do Stanów Zjednoczonych, gdzie ukończył szkołę średnią w Hartford (Connecticut), następnie uzyskał stopień magistra inżyniera na University of Connecticut w 1973 oraz doktorat z zastosowań fizyki plazmy na Massachusetts Institute of Technology (MIT) w 1977 (za badania na polu technologii termojądrowej i napędu plazmowego).
Chang-Diaz został wybrany na kandydata na astronautę przez NASA w roku 1980, podczas naboru do dwudziestojednoosobowej grupy NASA 9. Pierwszy raz poleciał w kosmos z misją STS-61-C w 1986. Potem brał jeszcze udział w misjach: STS-34 (1989), STS-46 (1992), STS-60 (1994), STS-75 (1996), STS-91 (1998) i STS-111 (2002). W czasie STS-111 wykonał trzy spacery kosmiczne, jako część prac rozbudowy Międzynarodowej Stacji Kosmicznej.
W lipcu 2005 opuścił korpus astronautów. Chang-Diaz jest również profesorem fizyki na Rice University i University of Houston, oraz dyrektorem Advanced Space Propulsion Laboratory w Johnson Space Center (m.in. od samego początku, to jest od roku 1979, kieruje pracami nad napędem VASIMR).
Żonaty, ma czworo dzieci.
Stowarzyszenie Uczestników Lotów Kosmicznych (Association of Space Explorers) przyznało mu Universal Astronaut Insignia za lot orbitalny (nr 197).